# Cercomacroides
Cercomacroides är ett fågelsläkte i familjen myrfåglar inom ordningen tättingar. Släktet omfattar sex arter som förekommer i Latinamerika från sydöstra Mexiko till östra Bolivia:
- Visselmyrfågel (C. laeta)
- Colombiamyrfågel (C. parkeri)
- Tyrannmyrfågel (C. tyrannina)
- Svart myrfågel (C. serva)
- Gråsvart myrfågel (C. nigrescens)
- Flodbanksmyrfågel (C. fuscicauda)

Tidigare fördes arterna till Cercomacra. DNA-studier visar dock att de inte är varandras närmaste släktingar.